# Debates para as eleições legislativas portuguesas de 2011
A temporada de debates para as eleições legislativas portuguesas de 2011 consistiram numa série de debates que foram realizados entre 6 de maio e 20 de maio de 2011 entre os líderes dos partidos representados na Assembleia da República: o líder do CDS-PP Paulo Portas, o secretário-geral do PCP e da CDU Jerónimo de Sousa, o secretário-geral do PS José Sócrates,, o líder do PSD Pedro Passos Coelho e o porta-voz do Bloco de Esquerda Francisco Louçã. O primeiro debate foi realizado pela RTP1, no dia 6 de maio, entre Jerónimo de Sousa e Paulo Portas; e nos dias 19 de maio, 2 e 3 de junho de 2011 entre os partidos sem representação no Parlamento: Garcia Pereira (PCTP/MRPP), Rui Marques (MEP), Pedro Quartin Graça (MPT), José Pinto Coelho (PNR), José Manuel Coelho e Amândio Madaleno (PTP), Paulo Estêvão (PPM), Paulo Borges (PAN), Pedro Baptista (PDA), Manuela Magno (P.H.), Luís Botelho Ribeiro (PPV) e Carmelinda Pereira (POUS).

## Cronologia
Houve frente-a-frente televisivos entre os quatro partidos (incluindo as coligações) representados na Assembleia da República no período compreendido entre os dias 6 e 20 de maio de 2011, a transmitir pelas três principais estações (RTP, SIC e TVI).

### Intervenientes
- Pedro Passos Coelho (PSD)
- José Sócrates (PS)
- Paulo Portas (CDS-PP)
- Jerónimo de Sousa (CDU)
- Francisco Louçã (BE)

| Data               | Intervenientes                                       | Moderador(es)   | Estação televisiva | Audiência              |
| ------------------ | ---------------------------------------------------- | --------------- | ------------------ | ---------------------- |
| 6 de maio de 2011  | Paulo Portas (CDS-PP) vs Jerónimo de Sousa (CDU)     | Vítor Gonçalves | RTP1               | 910 800 espectadores   |
| 9 de maio de 2011  | Paulo Portas (CDS-PP) vs José Sócrates (PS)          | Judite Sousa    | TVI                | 1 483 298 espectadores |
| 10 de maio de 2011 | Pedro Passos Coelho (PSD) vs Jerónimo de Sousa (CDU) | Judite Sousa    | TVI                | 970 748 espectadores   |
| 11 de maio de 2011 | José Sócrates (PS) vs Francisco Louçã (BE)           | Clara de Sousa  | SIC                | 1 140 000 espectadores |
| 12 de maio de 2011 | Francisco Louçã (BE) vs Jerónimo de Sousa (CDU)      | Vítor Gonçalves | RTP1               | 894 000 espectadores   |
| 13 de maio de 2011 | Pedro Passos Coelho (PSD) vs Paulo Portas (CDS-PP)   | Clara de Sousa  | SIC                | 887 369 espectadores   |
| 16 de maio de 2011 | José Sócrates (PS) vs Jerónimo de Sousa (CDU)        | Clara de Sousa  | SIC                | 920 620 espectadores   |
| 17 de maio de 2011 | Pedro Passos Coelho (PSD) vs Francisco Louçã (BE)    | Judite de Sousa | TVI                | 1 010 995 espectadores |
| 19 de maio de 2011 | Paulo Portas (CDS-PP) vs Francisco Louçã (BE)        | Clara de Sousa  | SIC                | 1 015 615 espectadores |
| 20 de maio de 2011 | José Sócrates (PS) vs Pedro Passos Coelho (PSD)      | Vítor Gonçalves | RTP1               | 1 584 500 espectadores |

Mais uma vez se levantou a polémica da isenção por parte da comunicação social, já que os partidos sem assento parlamentar estariam novamente a ser discriminados relativamente aos que estão representados na Assembleia da Republica, embora já mais que por uma vez entidades reguladoras mencionassem que não deveriam ocultar outras opiniões.
Numa decisão do Tribunal de Oeiras, no seguimento de uma providência cautelar apresentada por Garcia Pereira, líder do PCTP/MRPP, as televisões generalistas ficaram obrigadas a realizar debates entre este partido e todos os outros até ao final da campanha eleitoral. Na sequência, as televisões tentaram organizar a gravação dos referidos debates. Dos partidos com assento parlamentar, somente a CDU acedeu a tais debates, para alem de oito dos restantes partidos. Na data agendada para as gravações Garcia Pereira não compareceu, por pretender debates em directo alegando que a proposta das televisões é "tão engenhosa como legalmente inadmissível tentativa de boicote e de revogação da sentença judicial".
Após ter sido dada razão a uma outra providência cautelar apresentada pelo Movimento Esperança Portugal (MEP) no mesmo tribunal de Oeiras, ficou agendada a apresentação de oito debates deste partido com o Partido Democrático do Atlântico (PDA), Partido Humanista (P.H.), Partido da Terra (MPT), Partido Popular Monárquico (PPM), Partido Trabalhista Português (PTP), Portugal pro Vida (PPV), Partido Operário de Unidade Socialista (POUS) e Partido pelos Animais e pela Natureza (PAN). Os debates pré-gravados passaram simultaneamente entre as 20:55 e as 21:15 de quinta e sexta-feira nos quatro canais generalistas.
- António Garcia Pereira (PCTP/MRPP)
- Rui Marques (MEP)
- Pedro Quartin Graça (MPT)
- José Pinto Coelho (PNR)
- José Manuel Coelho (PTP)
- Amândio Madaleno (PTP)
- Paulo Estêvão (PPM)
- Paulo Borges (PAN)
- Pedro Baptista (PDA)
- Manuela Magno (P.H.)
- Luís Botelho Ribeiro (PPV)
- Carmelinda Pereira (POUS)

| Data               | Intervenientes | Moderador(es)         | Estação televisiva |
| ------------------ | --- | --------------------- | ------------------ |
| 19 de maio de 2011 | Garcia Pereira (PCTP/MRPP), Rui Marques (MEP), Pedro Quartin Graça (MPT), José Pinto Coelho (PNR), José Manuel Coelho (PTP), Paulo Estêvão (PPM) e Paulo Borges (PAN) | Sandra Sousa          | RTP1               |
| 2 de junho de 2011 | Rui Marques (MEP) vs Pedro Baptista (PDA) | Vítor Gonçalves       | RTP1               |
| 2 de junho de 2011 | Rui Marques (MEP) vs Manuela Magno (P.H.) | Vítor Gonçalves       | RTP2               |
| 2 de junho de 2011 | Rui Marques (MEP) vs Pedro Quartin Graça (MPT) | Clara de Sousa        | SIC                |
| 2 de junho de 2011 | Rui Marques (MEP) vs Paulo Estêvão (PPM) | José Alberto Carvalho | TVI                |
| 3 de junho de 2011 | Rui Marques (MEP) vs Amândio Madaleno (PTP) | Vítor Gonçalves       | RTP1               |
| 3 de junho de 2011 | Rui Marques (MEP) vs Luís Botelho Ribeiro (PPV) | Vítor Gonçalves       | RTP2               |
| 3 de junho de 2011 | Rui Marques (MEP) vs Carmelinda Pereira (POUS) | Clara de Sousa        | SIC                |
| 3 de junho de 2011 | Rui Marques (MEP) vs Paulo Borges (PAN) | José Alberto Carvalho | TVI                |